# Eranina diana
Eranina diana är en skalbaggsart som först beskrevs av Martins och Maria Helena M. Galileo 1989.  Eranina diana ingår i släktet Eranina och familjen långhorningar. Inga underarter finns listade i Catalogue of Life.